# Markus Bollmann
Pour les articles homonymes, voir Bollmann.
Markus Bollmann est un footballeur allemand né le 6 janvier 1981 à Beckum, en Rhénanie-du-Nord-Westphalie.

## Palmarès
Vierge